# آزتک لوج (آریزونا)
آزتک لوج (به انگلیسی: Aztec Lodge) یک منطقهٔ مسکونی در ایالات متحده آمریکا است که در آریزونا واقع شده‌است. آزتک لوج ۱٬۶۸۱ متر بالاتر از سطح دریا واقع شده‌است.